# Juan Carlos Etxegoien Juanarena Xamar
Juan Carlos Etxegoien Juanarena Xamar (casa Xamarrena de Garralda, Navarra, 27 de novembre de 1956), és professor i escriptor navarrès en euskera. És més conegut com Xamar, una derivació del nom del caseriu Xamarrena, on va néixer.
Va estudiar Magisteri i ha treballat principalment com a professor d'una ikastola. Va participar en la creació de l'associació Zenbat Gara de Bilbao, destinada a impulsar la llengua basca a la capital biscaïna i és membre de la fundació cultural Euskokultur.
Ha escrit diversos llibres sobre la història de l'euskera i també ha publicat noves teories sobre el problema de les llengües, especialment els plantejaments ecolinguístics de José María Sánchez Carrión Txepetx, que en 1987 va publicar un llibre de gran importància segons Xamar: Un futuro para nuestro pasado. Claves de la recuperación del Euskara y teoría social de las lenguas.
La seva obra més conegut és Orhipean una obra didàctica sobre la història, geografia, costums, escrita originàriament en basc i que posteriorment va ser traduïda al castellà, amb dues edicions: Desde el Orhy. Conocer el país del euskara (1996) i Orhypean. El país del euskara(2005); a l'anglès, Orhypean. The Country of Basque (2006), al francès, Orhypean. Lepays de la langue basque (2010) i al català, Orhypean. El pais de la llengua basca (2012)
En 2009 es va publicar ascos: su lengua a través de la historia la versió en castellà d'Euskara Jendea, una aproximació a l'evolució de la llengua dels bascos a través de la història.

## Obra
- Orhipean: Gure herria ezagutzen (1992, Pamiela)
- 1898, Garralda (1998, Pablo Mandazen Fundazioa)
- Orekan: Herri eta Hizkuntzen ekologiaz (2001, Pamiela
- Euskara jendea: Gure hizkuntzaren historia, gure historiaren hizkuntza (2006, Pamiela)
- Euskara Jendea: Gure hizkuntzaren historia, gure historiaren hizkuntza. Dokumentalak. 6 DVD. (2013, Ibaizabal Mendebalde elkartea - Zenbat Gara elkartea)
- Etxea. Ondarea, Historia, Mintzoa (2016, Pamiela - Erroa)
- Etxera bidean (2018, Pamiela - Erroa), Premi Euskadi d'assaig